# Weishui Shuiku (reservoar i Kina, lat 29,95, long 111,54)
Weishui Shuiku är en reservoar i Kina. Den ligger i provinsen Hubei, i den centrala delen av landet, omkring 270 kilometer väster om provinshuvudstaden Wuhan. Weishui Shuiku ligger 90 meter över havet. Arean är 24,4 kvadratkilometer. I omgivningarna runt Weishui Shuiku växer huvudsakligen savannskog. Den sträcker sig 6,2 kilometer i nord-sydlig riktning, och 13,1 kilometer i öst-västlig riktning.
Genomsnittlig årsnederbörd är 1 565 millimeter. Den regnigaste månaden är maj, med i genomsnitt 222 mm nederbörd, och den torraste är december, med 22 mm nederbörd.